# Metz-Tessy
Metz-Tessy ist eine ehemalige französische Gemeinde mit zuletzt 3051 Einwohnern (Stand 2013) im Département Haute-Savoie in der Region Auvergne-Rhône-Alpes. Sie gehörte zum Arrondissement Annecy.
Sie wurde mit Wirkung vom 1. Januar 2016 mit der früheren Gemeinde Épagny fusioniert und zur Commune nouvelle Epagny Metz-Tessy zusammengelegt. Sie verfügt dort jedoch nicht über den Status einer Commune déléguée.

## Geographie
Metz-Tessy liegt auf 461 m, etwa fünf Kilometer nordnordwestlich der Stadt Annecy (Luftlinie). Das Dorf erstreckt sich am nördlichen Rand des Beckens von Annecy im Alpenvorland, am Südostfuß der Höhen der Montagne de Mandallaz, im Genevois.
Metz-Tessy besteht aus den beiden nahe beieinander gelegenen Ortsteilen Metz und Tessy. Weitere Nachbarorte sind Pringy im Norden, Annecy-le-Vieux im Osten, Meythet im Süden sowie Épagny im Westen.

## Geschichte
Das Gebiet von Metz-Tessy war bereits während der Römerzeit besiedelt. Metz wird im 14. Jahrhundert erstmals urkundlich erwähnt. Die erste schriftliche Nennung von Tessy datiert von 1392. Dieser Ortsname geht auf den Geschlechtsnamen Tessius zurück und bedeutet so viel wie Landgut des Tessius. Im 19. Jahrhundert fusionierten die beiden vorher selbständigen Gemeinden, wobei zunächst der Name Metz beibehalten wurde. Erst im Jahr 1935 wurde der heutige Doppelname Metz-Tessy eingeführt.

## Sehenswürdigkeiten
Die Dorfkirche von Tessy wurde im Stil der Neugotik errichtet. Von den profanen Bauwerken ist das Château de Metz zu erwähnen.

## Bevölkerung
| Bevölkerungsentwicklung | Bevölkerungsentwicklung |
| Jahr                    | Einwohner               |
| ----------------------- | ----------------------- |
| 1962                    | 524                     |
| 1968                    | 566                     |
| 1975                    | 674                     |
| 1982                    | 980                     |
| 1990                    | 1411                    |
| 1999                    | 2009                    |

Seit Beginn der 1970er Jahre wurde dank der Nähe zu Annecy eine markante Bevölkerungszunahme verzeichnet, und die Einwohnerzahl hat sich fast vervierfacht. Außerhalb des alten Ortskerns wurden zahlreiche Einfamilienhäuser errichtet. Das Siedlungsgebiet ist heute beinahe lückenlos mit dem von Épagny zusammengewachsen.

## Wirtschaft und Infrastruktur
Metz-Tessy war lange Zeit ein vorwiegend durch die Landwirtschaft geprägtes Dorf. Im Verlauf der zweiten Hälfte des 20. Jahrhunderts erfolgte die rasche Entwicklung zu einer Vorortsgemeinde von Annecy. In den letzten Jahrzehnten wurden in der Nähe der Hauptverkehrsachsen größere Gewerbezonen gebaut. Hier ließen sich Dienstleistungsbetriebe, Einkaufsgeschäfte sowie Unternehmen der Verpackungs- und Möbelindustrie nieder.
Die Ortschaft ist verkehrsmäßig sehr gut erschlossen. Sie liegt nahe der Route nationale 201, die von Annecy nach Saint-Julien-en-Genevois und nach Genf führt. Weitere Straßenverbindungen bestehen mit Épagny und Meythet. Der nächste Anschluss an die Autobahn A41 befindet sich in einer Entfernung von rund 2 km. Im Verlauf des Zweiten Weltkriegs wurde in der Ebene südlich des Dorfes der Flughafen Annecy-Meythet erbaut.